# Isopterygium taxithelioides
Isopterygium taxithelioides är en bladmossart som beskrevs av Brotherus och Niels Bryhn 1911. Isopterygium taxithelioides ingår i släktet Isopterygium och familjen Hypnaceae. Inga underarter finns listade i Catalogue of Life.